# Gardenia gummifera
Gardenia gummifera is een plantensoort uit de sterbladigenfamilie (Rubiaceae). Het is een struik of kleine bladverliezende boom, die een groeihoogte tot 8 meter kan bereiken. De gladde schors heeft een grijsbruine kleur. De bladeren zijn glanzen en leerachtig en hebben een ovale vorm. De witte bloemen worden na verloop van tijd geelkleurig. De soort staat op de Rode Lijst van de IUCN geklasseerd als 'niet bedreigd'.
De soort komt voor in de centrale en zuidelijke delen van India. Hij groeit daar in droge loofbossen en gebieden met droog struikgewas.
Er wordt van de boom in het wild geoogst vanwege zijn gomhars, die plaatselijk wordt gebruikt en verhandeld. Deze gomhars is transparant en heeft een heldergele kleur en wordt verkregen uit de bladknoppen. Deze hars staat bekend als Dikkamaly-hars. Het wordt gebruikt als kauwgom en als middel om vliegen en wormen te weren.

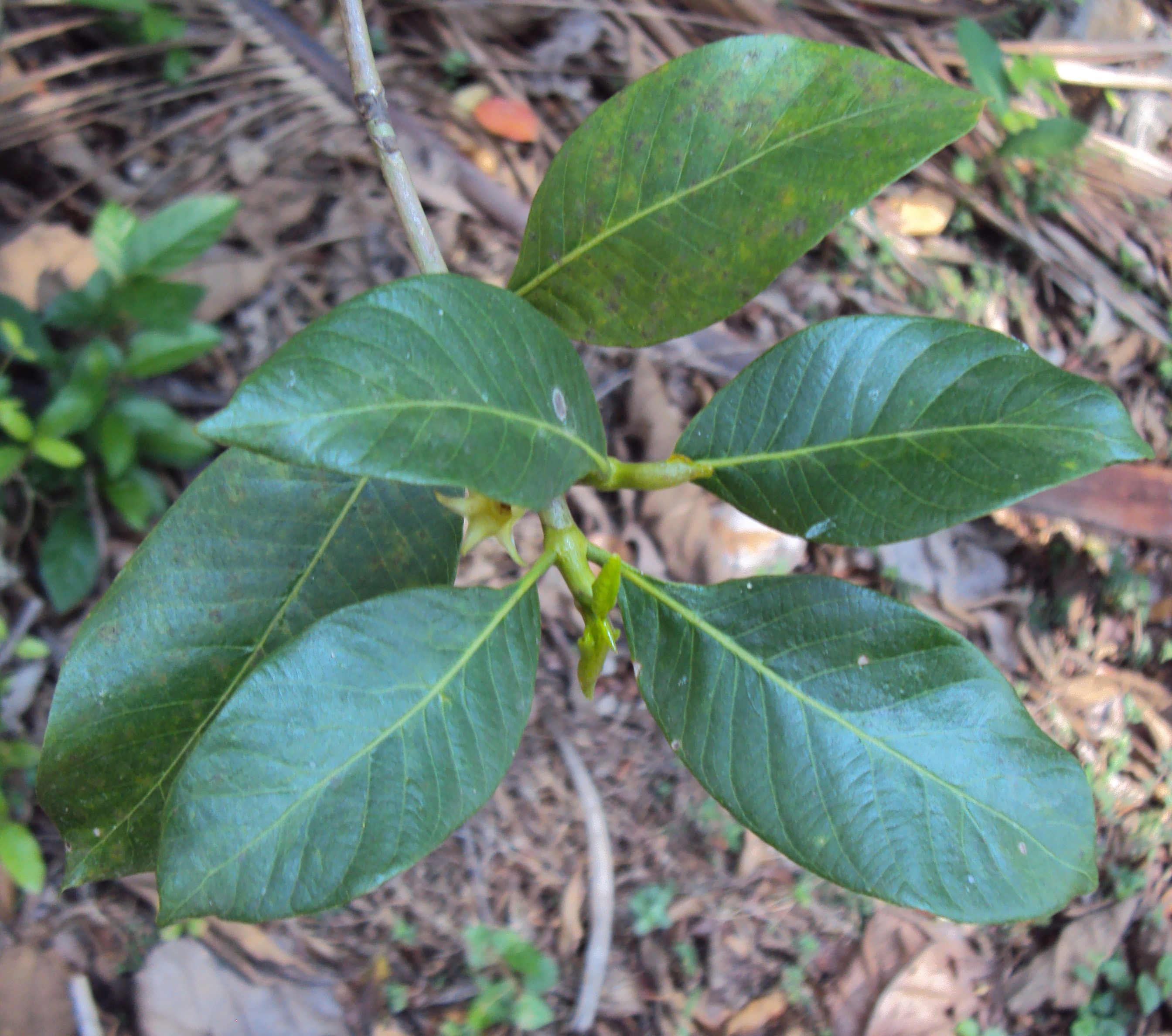
Bladeren
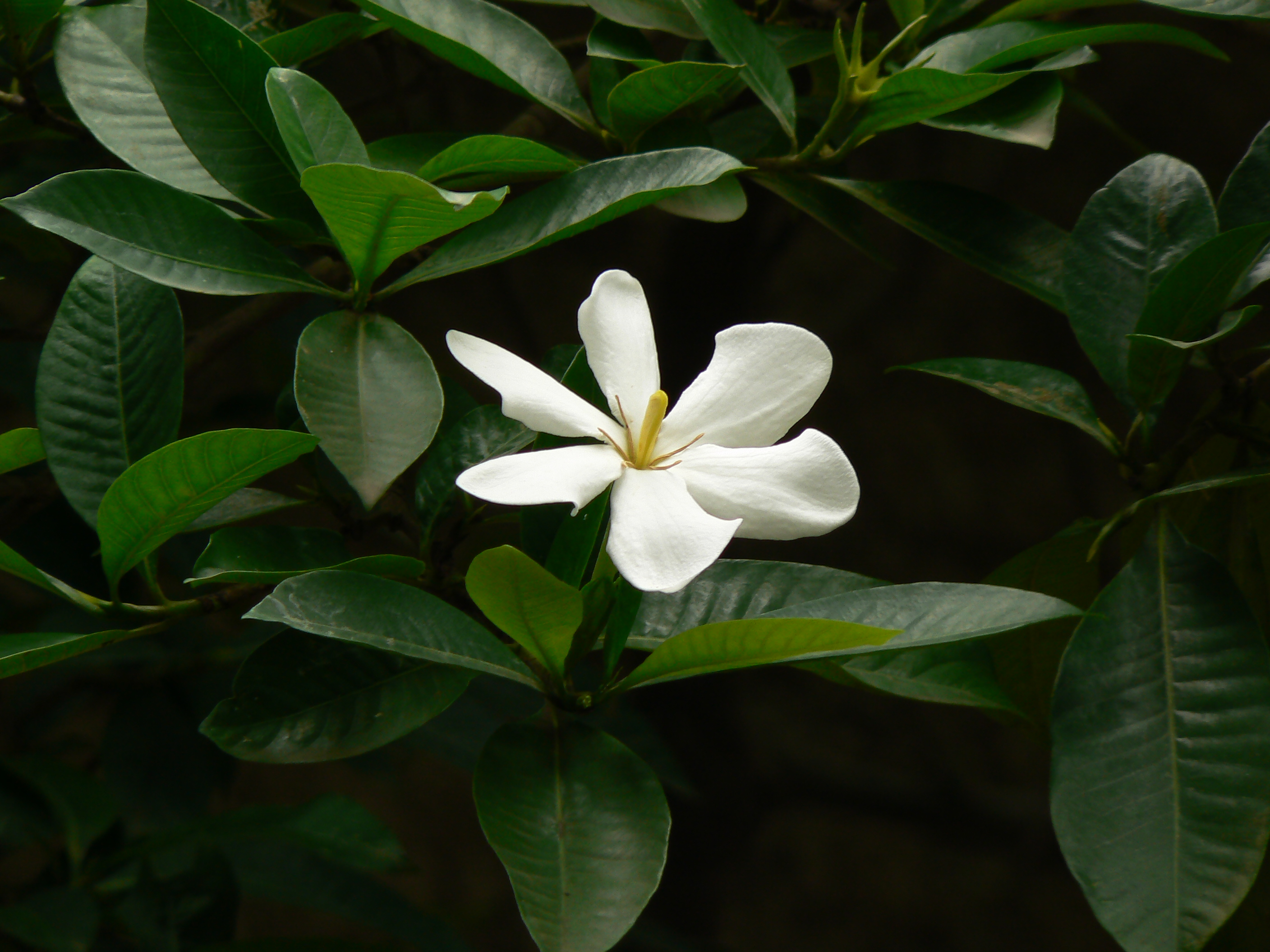
Bloem
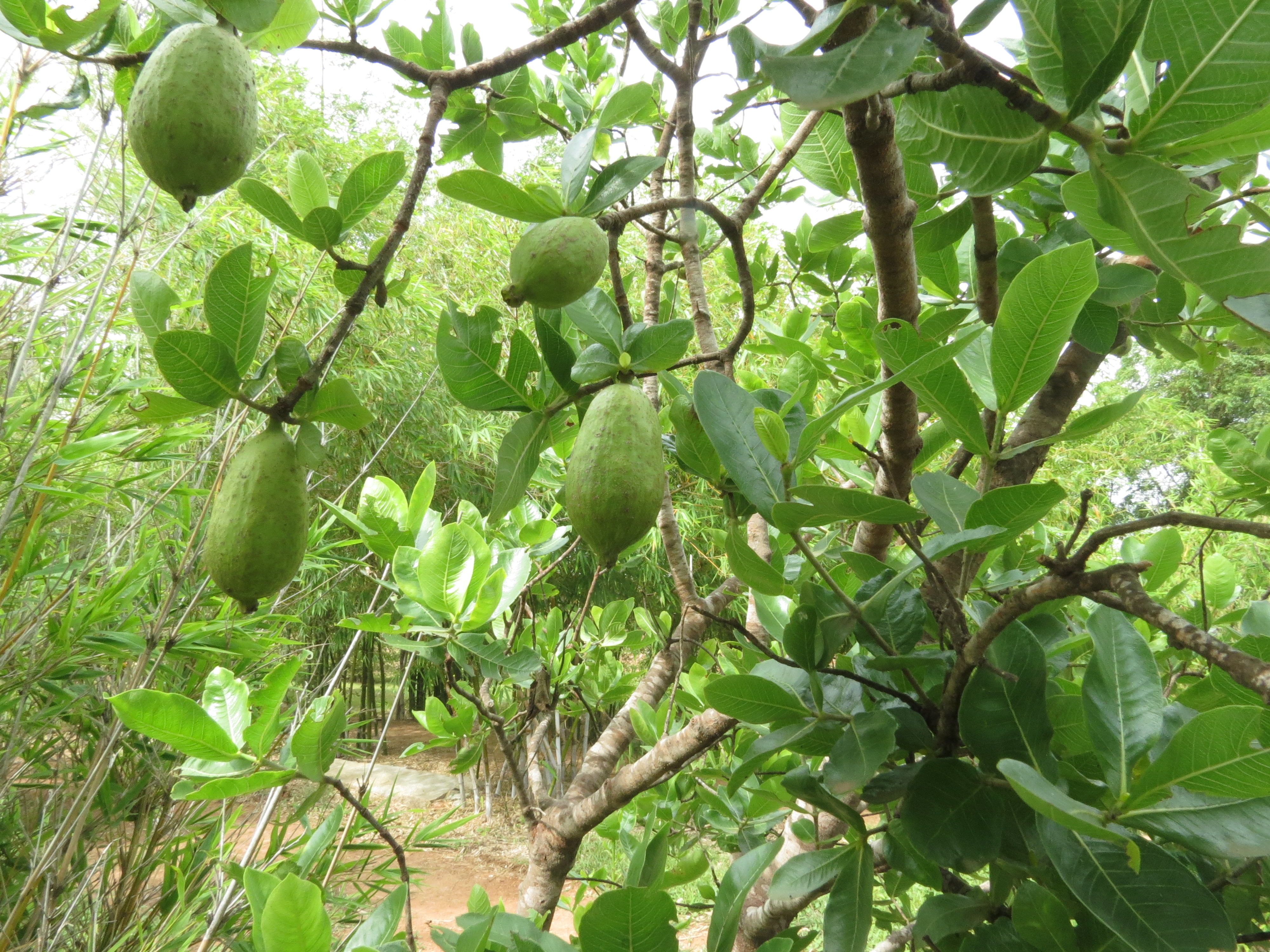
Vruchten
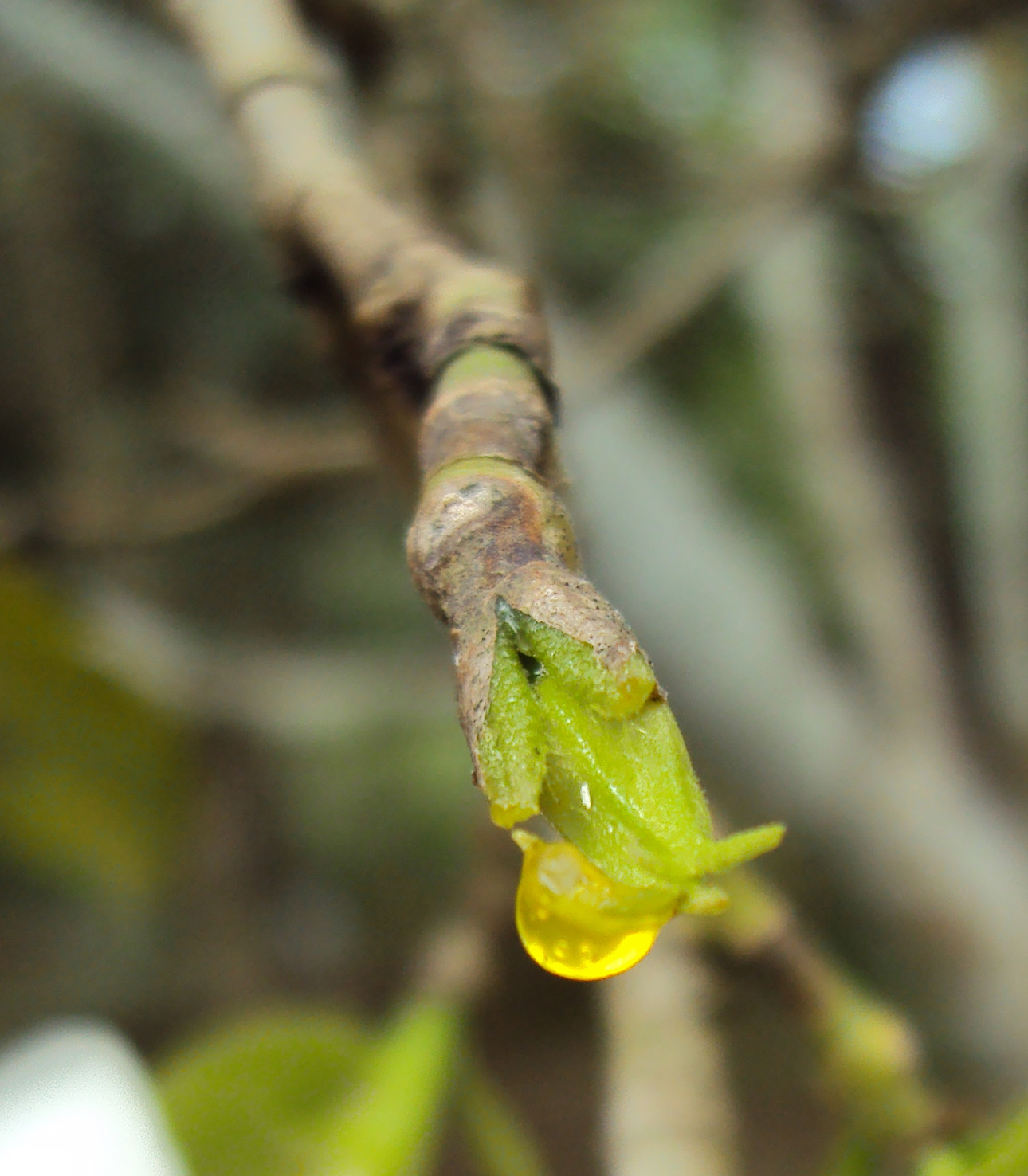
Bladknop met druppel gomhars